# Perizoma quadrinotata
Perizoma quadrinotata är en fjärilsart som beskrevs av W. Warren 1896. Perizoma quadrinotata ingår i släktet Perizoma och familjen mätare. Inga underarter finns listade i Catalogue of Life.